# Kevin Buzzard

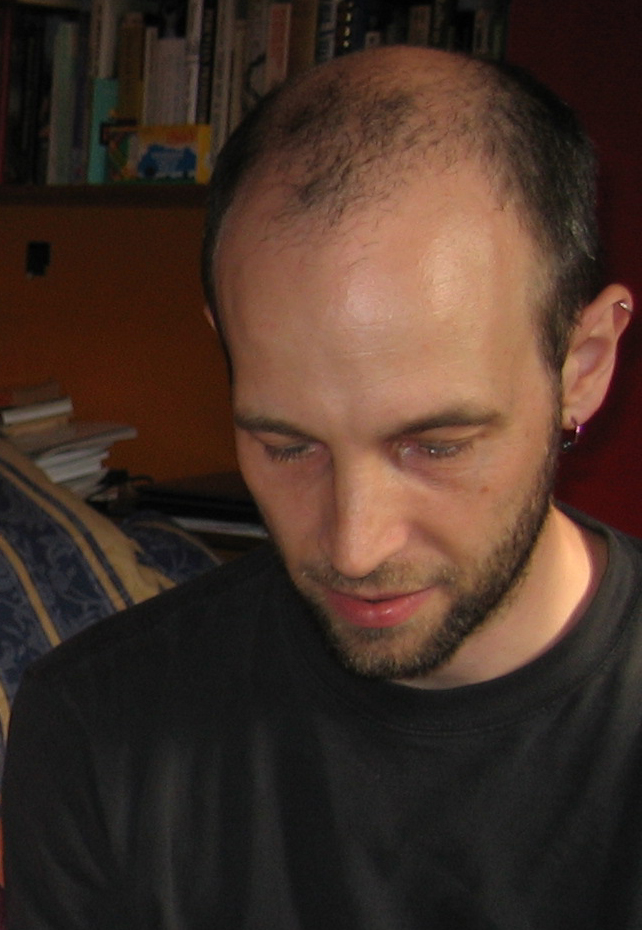
K. Buzzard, 2007

Kevin Mark Buzzard  (* 21. September 1968) ist ein britischer Mathematiker, der sich mit Zahlentheorie und Modulformen beschäftigt. Er ist Professor für reine Mathematik am Imperial College London.
Buzzard studierte an der Cambridge University (Bachelor 1990, Master 1994), wo er 1990 Senior Wrangler in den Tripos-Prüfungen war und 1995 bei Richard Taylor promovierte (The levels of modular representations). Als Post-Doc war er 1995 am Institute for Advanced Study und 1996/97 an der University of California, Berkeley. Ab 1998 war er Lecturer, ab 2002 Reader und ab 2004 Professor am Imperial College in London. Er war 2002 am Institut Henri Poincaré in Paris und Gastprofessor in Harvard.
In der Laudatio auf den Whitehead-Preis werden seine Arbeiten zur vollständigen Beschreibung der möglichen Stufen modularer mod l Galois-Darstellungen und seine Arbeiten zu p-adischen Modulformen hervorgehoben. Unter anderem vereinfachte er die Theorie von Robert F. Coleman und Barry Mazur über Familien p-adischer Modulformen (und verallgemeinerte deren Konstruktion von Eigencurves 2007 auf Eigenvarieties) und gab ein Kriterium aus der Galoistheorie dafür, wann eine p-adische Modulform analytisch zu einer klassischen Modulform fortgesetzt werden kann.
1993 erhielt er den Smith-Preis der Universität Cambridge. 2002 erhielt er den Whitehead-Preis der London Mathematical Society und 2008 den Senior Berwick-Preis.
Zusätzlich zu seinem Hintergrund in Zahlentheorie entwickelte er ein Interesse an der formalen, maschinengestützen Verifikation von mathematischen Beweisen. Er initiierte und leitet das Xena Projekt, welches unter anderem Bachelor-Studenten dabei helfen soll, den Umgang mit dem Beweisassistenten Lean beizubringen. Buzzard hielt verschiedene Vorträge über damit verbundene Themen, wie der Homotopietypentheorie als Grundlegung für Mathematik auf dem Online Worldwide Seminar on Logic and Semantics oder maschinengestützten formalen Beweisen als mögliche Zukunft der Mathematik bei Microsoft Research. Zusammen mit Johan Commelin und Patrick Massot gelang es Buzzard das mathematische Konzept des perfektoiden Raums, welches von Peter Scholze eingeführt wurde, in Lean zu formalisieren. Da es sich bei perfektoiden Räumen um komplexe Objekte handelt, welche erst 2012 eingeführt wurden und signifikant zu Scholzes Auszeichnung mit der Fields-Medaille beigetragen haben, soll dies demonstrieren, dass nicht nur einfache Mathematik mit verfügbaren Technologien formalisiert werden kann.
2022 war er Plenarsprecher auf dem Internationalen Mathematikerkongress (The rise of formalism in mathematics).

## Schriften
- mit J. Nekovar, David Burns (Hrsg.): L-Functions and Galois-Representations. London Mathematical Society Lecturenotes, 2007.
- Eigenvarieties, in: David Burns, Kevin Buzzard, Jan Nekovář (Hrsg.), L-functions and Galois representations, London Math. Soc. Lecture Note Ser., 320, Cambridge University Press, 2007, S. 59–120
- What is the point of computers? A question for pure mathematicians, ICM 2022, Arxiv